# Ralph Blum
Ralph Henriques Blum II (geboren am 27. Mai 1932 in Los Angeles; gestorben im März 2016 auf Maui, Hawaii) war ein amerikanischer Schriftsteller, der mehrere Romane und mehrere Bücher über das Weissagen mit Runen verfasst hat.

## Leben
Ralph Blum war der Sohn der Filmschauspielerin Carmel Myers und des Anwalts Ralph H. Blum.
Blum, der seinerzeit auch mit Drogenforschung befasst war, veröffentlichte 1970 den Roman The Simultaneous Man, in dem ein Wissenschaftler mit Hilfe von Drogen und Gehirnwäsche seine Erfahrungen auf eine Versuchsperson übertragen will, damit aber einen Doppelgänger erschafft, der zu einem Feind und Verfolger der Originalperson wird.
Dies blieb sein einziger SF-Roman. In den folgenden Jahren wandte er sich esoterischen und grenzwissenschaftlichen Themen zu.
1983 veröffentlichte er ein Buch über den Gebrauch der germanischen Runen als Orakel. Dieses und mehrere Nachfolgewerke zum selben Thema waren sehr erfolgreich und sind in zahlreichen Ausgaben und in (auch deutscher) Übersetzung erschienen.
Für Invasion of the Prostate Snatchers, ein Sachbuch über die Probleme bei der Behandlung von Prostatakrebs, erhielt er 2011 die Goldmedaille der Nautilus Book Awards in der Kategorie Investigative Reporting.

## Bibliografie
Romane
- The Foreigner (1961)
- The Simultaneous Man (1970)
  - Deutsch: Der Simultanmensch. Übersetzt von Gertrud Baruch. Heyne Science Fiction & Fantasy #3426, 1975, ISBN 3-453-30316-4.
- Old Glory and the Real-Time Freaks: A Children’s Story and Patriotic Goodtime Book with Maps (1972)

Sachliteratur
- Beyond Earth: Man’s Contact with UFOs (1974; mit Judy Blum)
- The Book of Runes (1983)
  - Deutsch: Runen: Anleitung für den Gebrauch und die Interpretation der gemeingermanischen Runenreihe. Übersetzt von Karl Friedrich Hörner. Hugendubel, 1985, ISBN 3-88034-274-1 (in Box mit 25 Runensteinen).
- Rune Play (1985)
  - Deutsch: Runenspiele : Ein jahreszeitliches Arbeitsbuch mit 12 Legesystemen. Übersetzt von Friedrich Karl Hörner. Hugendubel, 1988, ISBN 3-88034-384-5.
- The Rune Cards: Sacred Play for Self Discovery (1989, auch als The Rune Cards: Ancient Wisdom For the New Millennium, 1997)
- The healing runes (1995; mit Susan Loughan)
  - Deutsch: Heilende Runen, Übersetzt von Diane von Weltzien. Hugendubel, 2001, ISBN 3-7205-2254-7.
- The Serenity Runes: Five Keys to the Serenity Prayer (1998, auch als The Serenity Runes: Five Keys to Spiritual Recovery, 2005; mit Susan Loughan)
- Ralph H. Blum’s little book of runic wisdom (2001)
  - Runen-Weisheit : Das Orakel-Set zur Selbsterfahrung. Übersetzt von Renate Schilling. Heyne, 2001, ISBN 3-453-19786-0.
- The Relationship Runes: A Compass for the Heart (2004; mit Bronwyn Jones)
  - Deutsch: Runen der Liebe. Hugendubel, 2004, ISBN 3-7205-2503-1.
- Invasion of the Prostate Snatchers (2019; mit Mark Scholz)